# Ferme Boudoul
La ferme Boudoul est une ferme située en France sur la commune de Cayres, dans la région Auvergne-Rhône-Alpes.

## Localisation
La ferme est située dans le département français de la Haute-Loire, sur la commune de Cayres, dans l'ancienne région administrative d'Auvergne.

## Historique
La ferme, principalement érigée à la fin du XVIIe siècle et au début du XVIIIe siècle, sur la base d'une construction antérieure, a préservé ses configurations d'origine. Représentative de l'habitat rural typique de la région des plateaux sud-ouest du Velay, elle est édifiée en pierre volcanique. Le noyau initial se compose d'un bâtiment carré situé à l'angle ouest. Au XVIIe siècle, un vaste édifice servant de grange et d'étable a été ajouté, puis en 1686, un bâtiment en retour du côté ouest. Au XVIIIe siècle, un autre corps de bâtiment a été disposé symétriquement du côté est.

## Description
La cour est entourée d'un mur qui intègre le four du côté sud-est. L'entrée de la grange présente une porte en plein cintre menant à l'écurie au rez-de-chaussée, tandis que l'accès à la grange située au premier étage se fait par une porte étroite précédée d'un petit escalier droit ; l'entrée principale se trouve à l'arrière avec un large portail. L'aile est, datée de 1686, renfermait un décor du XVIIe siècle, comprenant une pièce dotée d'un plafond en bois peint de motifs floraux, bien que ce décor ait disparu récemment.

## Protection
La ferme est inscrite au titre des monuments historiques par arrêté du 10 septembre 1990.